# William Leo Higi
William Leo Higi (* 29. August 1933 in Anderson, Indiana; † 3. Januar 2025 in Lafayette, Indiana) war ein US-amerikanischer Geistlicher und römisch-katholischer Bischof von Lafayette in Indiana.

## Leben

Bischofswappen von William Leo Higi

William Leo Higi empfing am 30. Mai 1959 durch Bischof John Carberry die Priesterweihe. Er hat mehrere Positionen im Bistum inne. 1976 wurde er von Papst Paul VI. zum Ehrenprälaten ernannt. 1979 wurde Higi zum Generalvikar ernannt und 1984, nach dem Tod von Bischof George Avis Fulcher, zum Diözesanadministrator.
Papst Johannes Paul II. ernannte ihn am 7. April 1984 zum Bischof von Lafayette in Indiana. Die Bischofsweihe spendete ihm der Erzbischof von Indianapolis, Edward Thomas O’Meara, am 6. Juni desselben Jahres; Mitkonsekratoren waren Raymond Joseph Gallagher, emeritierter Bischof von Lafayette in Indiana, und Joseph Robert Crowley, Weihbischof in Fort Wayne-South Bend. Sein bischöfliches Motto war „Gelobt sei Jesus Christus“, ein Lieblingsmotto von Papst Johannes Paul II.
Am 12. Mai 2010 nahm Papst Benedikt XVI. seinen altersbedingten Rücktritt an.